# Damernas turnering i basket vid olympiska sommarspelen 1980
Damturneringen i basket vid OS 1980 i Moskva arrangerades mellan 20 och 30 juli 1980. Sovjetunionen vann guldet, Bulgarien silvret och Jugoslavien bronset. Alla matcher spelades i Olimpijskij och i CSKA Sports Palace.

## Medaljfördelning
| Klass | Guld | Silver | Brons |
| Damer | Sovjetunionen (URS) Olga Barysjeva Tatiana Ivinskaja Nelli Ferjabnikova Vida Beselienė Tatiana Ovetjkina Angelė Rupšienė Ljubov Sjarmaj Uljana Semjonova Tatiana Zacharova-Nadyrova Olga Sucharnova Nadjezjda Sjuvajeva Ljudmila Rogozjina | Bulgarien (BUL) Krasimira Bogdanova Vanya Dermendzhieva Silviya Germanova Petkana Makaveeva Nadka Golcheva Penka Stoyanova Evladiya Slavcheva Kostadinka Radkova Snezhana Mikhaylova Angelina Mikhaylova Penka Metodieva Diana Dilova | Jugoslavien (YUG) Vera Djurašković Mersada Bečirspahić Jelica Komnenović Mira Bjedov Vukica Mitić Sanja Ožegović Sofija Pekić Marija Tonković Zorica Djurković Vesna Despotović Biljana Majstorović Jasmina Perazić |

## Resultat

### Gruppspel
| Lag           | V | F | PF  | PA  | PD   | Poäng |
| ------------- | - | - | --- | --- | ---- | ----- |
| Sovjetunionen | 5 | 0 | 553 | 316 | +237 | 10    |
| Bulgarien     | 4 | 1 | 440 | 405 | +35  | 9     |
| Jugoslavien   | 3 | 2 | 356 | 364 | –8   | 8     |
| Ungern        | 2 | 3 | 344 | 407 | –63  | 7     |
| Kuba          | 1 | 4 | 346 | 403 | –57  | 6     |
| Italien       | 0 | 5 | 308 | 452 | –144 | 5     |

| 20 juli |  | Italien | 65–102 | Bulgarien |  | Olimpijskij, Moskva |

| 20 juli |  | Jugoslavien | 62–97 | Sovjetunionen |  | Olimpijskij, Moskva |

| 20 juli |  | Kuba | 66–76 | Ungern |  | CSKA Sports Palace, Moskva |

| 22 juli |  | Kuba | 81–85 | Jugoslavien |  | Olimpijskij, Moskva |

| 22 juli |  | Bulgarien | 83–122 | Sovjetunionen |  | Olimpijskij, Moskva |

| 22 juli |  | Italien | 70–83 | Ungern |  | CSKA Sports Palace, Moskva |

| 24 juli |  | Ungern | 48–61 | Jugoslavien |  | Olimpijskij, Moskva |

| 24 juli |  | Bulgarien | 84–64 | Kuba |  | Olimpijskij, Moskva |

| 24 juli |  | Italien | 53–119 | Sovjetunionen |  | Olimpijskij, Moskva |

| 25 juli |  | Italien | 57–69 | Jugoslavien |  | Olimpijskij, Moskva |

| 26 juli |  | Sovjetunionen | 95–56 | Kuba |  | Olimpijskij, Moskva |

| 27 juli |  | Ungern | 75–90 | Bulgarien |  | Olimpijskij, Moskva |

| 28 juli |  | Italien | 63–79 | Kuba |  | Olimpijskij, Moskva |

| 28 juli |  | Jugoslavien | 79–81 | Bulgarien |  | Olimpijskij, Moskva |

| 28 juli |  | Sovjetunionen | 120–62 | Ungern |  | Olimpijskij, Moskva |

### Medaljmatcher
Bronsmatch
| 30 juli |  | Jugoslavien | 68–65 | Ungern |  | Olimpijskij, Moskva |

Final
| 30 juli |  | Sovjetunionen | 104–73 | Bulgarien |  | Olimpijskij, Moskva |

## Slutlig ställning
1. Sovjetunionen
2. Bulgarien
3. Jugoslavien
4. Ungern
5. Kuba
6. Italien